# Расселл (Массачусетс)
Расселл (англ. Russell) — місто (англ. town) в США, в окрузі Гемпден штату Массачусетс. Населення — 1643 особи (2020).

## Демографія
Згідно з переписом 2010 року, у місті мешкало 1775 осіб у 656 домогосподарствах у складі 498 родин. Було 699 помешкань
Расовий склад населення:
| - 97,7 % — білих - 0,7 % — чорних або афроамериканців - 0,3 % — азіатів - 0,2 % — корінних американців |

До двох чи більше рас належало 1,0 %. Частка іспаномовних становила 2,6 % від усіх жителів.
За віковим діапазоном населення розподілялося таким чином: 25,0 % — особи молодші 18 років, 65,1 % — особи у віці 18—64 років, 9,9 % — особи у віці 65 років та старші. Медіана віку мешканця становила 40,4 року. На 100 осіб жіночої статі у місті припадало 96,8 чоловіків;  на 100 жінок у віці від 18 років та старших — 98,2 чоловіків також старших 18 років.
Середній дохід на одне домашнє господарство  становив 76 733 долари США (медіана — 66 985), а середній дохід на одну сім'ю — 86 928 доларів (медіана — 76 111). Медіана доходів становила 55 357 доларів для чоловіків та 41 705 доларів для жінок. За межею бідності перебувало 7,1 % осіб, у тому числі 11,3 % дітей у віці до 18 років та 0,0 % осіб у віці 65 років та старших.
Цивільне працевлаштоване населення становило 686 осіб. Основні галузі зайнятості: освіта, охорона здоров'я та соціальна допомога — 32,4 %, виробництво — 10,8 %, роздрібна торгівля — 8,9 %, транспорт — 8,2 %.